# (3934) Tove
(3934) Tove – planetoida z pasa głównego asteroid okrążająca Słońce w ciągu 4,19 lat w średniej odległości 2,6 j.a. Odkryli ją Poul Jensen, Karl Augustesen i Hans Jørn Fogh Olsen 23 lutego 1987 roku w Obserwatorium Brorfelde. Nazwa planetoidy pochodzi od Tove Augustesen – żony drugiego z odkrywców. Przed nadaniem nazwy planetoida nosiła oznaczenie tymczasowe (3934) 1987 DF1.